# Barythixis xanthobapta
Barythixis xanthobapta är en stekelart som beskrevs av Porter 1998. Barythixis xanthobapta ingår i släktet Barythixis och familjen brokparasitsteklar. Inga underarter finns listade.